# اتحاد سه‌گانه کای-ساگامی-سوروگا
اتحاد سه ولایت کوسوسون (به ژاپنی: 甲相駿三国同盟 こうそうすんさんごくどうめい) اتحادی بود که در سال ۱۵۵۴ در دوره سنگوکو مابین سه ولایت کای (甲)، ساگامی (相) و سوروگا (駿) به وجود آمد. رهبری این سه ولایت را در این زمان تاکدا شینگن، هوجو اوجی‌یاسو و ایماگاوا یوشی‌موتو در دست داشتند.

## زمینه اتحاد

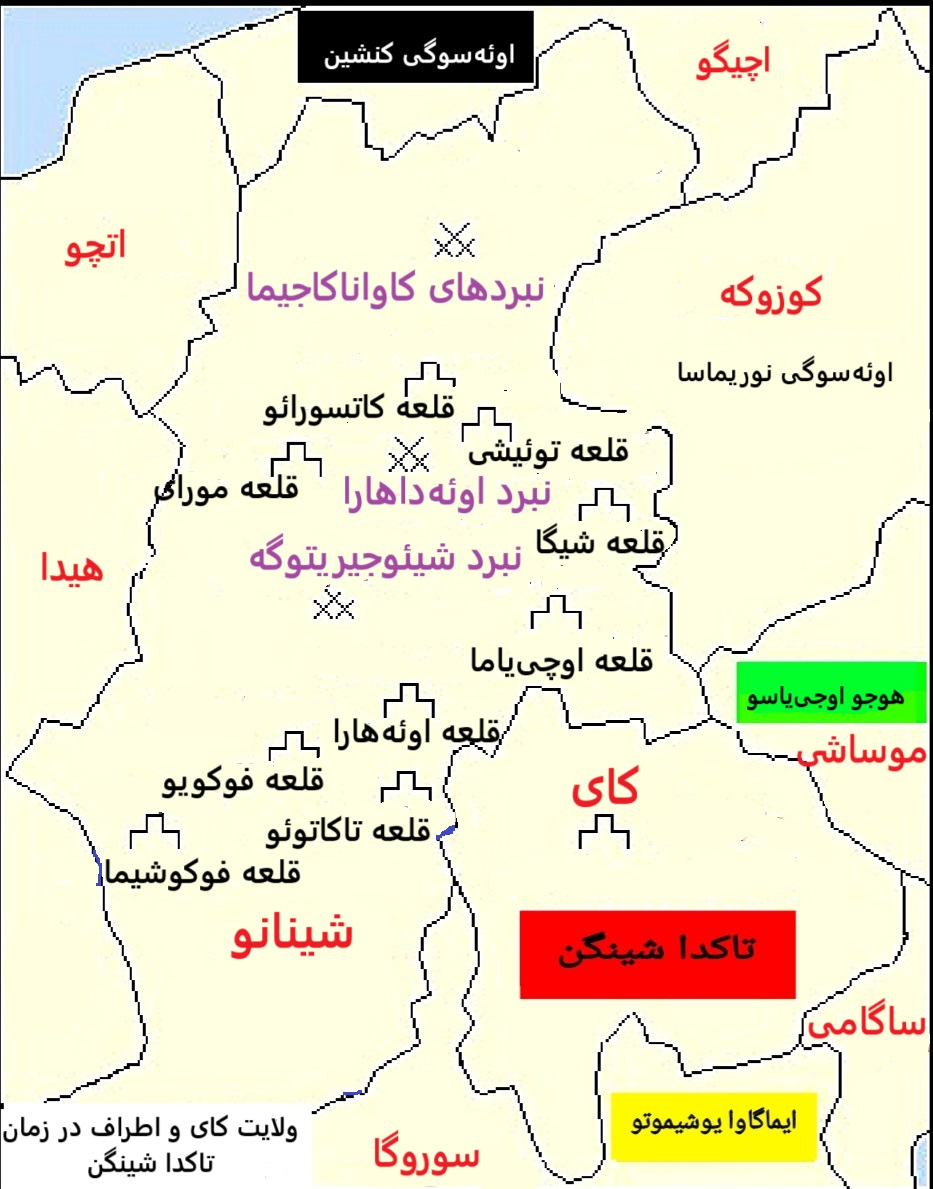
ولایت کای در زمان تاکدا شینگن

در سال ۱۵۴۴ ابتدا یک اتحاد نظامی بنام اتحاد کوسو مابین خاندان تاکدای ولایت کای و خاندان هوجوی ولایت ساگامی در دوره سنگوکو بسته شد. در این زمان هر دو خاندان در حال جنگ با خاندان اوئسوگی بودند. در سال بعد این اتحاد گسترش پیدا کرد و خاندان ایماگاوای ولایت سوروگا نیز به این اتحاد پیوست.
در ژوئن ۱۵۴۱، حادثه ای در خاندان تاکدا رخ داد که در آن پسر بزرگ نوبوتورا، تاکدا هارونوبو (شینگن)، پدرش، تاکدا نوبوتورا، را به خاندان سوروگا-ایماگاوا تبعید کرد. به مرور زمان، تاکدا هارونوبو (شینگن) رئیس جدید خاندان تاکدا شد. با این حال، در ماه ژوئیه، خاندان یامانوئوچی اوئه‌سوگی از سردرگمی خاندان تاکدا استفاده کردند و ناگهان به منطقه شینانو ساکو/اوکن حمله کردند و مناطقی را که خاندان تاکدا در دوران تاکدا نوبوتورا به دست آورده بود، تصرف کردند. در پاسخ به این وضعیت، تاکدا هارونوبو (شینگن) از ولایت کای از اتحاد با خاندان شینانو سووا استفاده کرد و در سال بعد، تنبون ۱۱، به خاندان سووا حمله کرد. علاوه بر این، تاکدا هارونوبو در سال ۱۵۴۴ با خاندان ساگامی-هوجو صلح کرد (برخی می‌گویند که اتحاد کوسو در این مرحله منعقد شده است).
سال بعد، در تنبون ۱۴، شینگن در دومین شورش کاتو بین ایماگاوا و هوجو وساطت کرد و صلح را بین خاندان‌های ایماگاوا و هوجو از جمله خاندان یامانوئوچی اوئه‌سوگی برقرار کرد.
پس از آن، صلح بین خاندان گو هوجو ساگامی و خاندان یامانوئوچی اوئه‌سوگی به هم خورد و آنها بار دیگر وارد یک رابطه خصمانه شدند و خاندان گو هوجو/خاندان هوجوی اخیر در محاصره قلعه کاواگوئه به پیروزی بزرگی دست یافتند.
در تنبون ۲۲، دختر شینگن اوبا-این با خانواده هوجو ازدواج کرد و صلح و ازدواج بین تاکدا، ایماگاوا و هوجو اتفاق افتاد و مقدمات اتحاد سه‌گانه تکمیل شد. خاندان کای تاکدا شروع به تبدیل ولایت شینانو به یک قلمرو متعلق به خود به‌طور جدی کردند و مردم شینانو به خاندان یامانوئوچی اوئه‌سوگی تکیه کردند. در سال شانزدهم تنبون، ارتش خاندان کای تاکدا به قلعه شیگا در ناحیه ساکو حمله کرد و رابطه با خاندان یامانوئوچی اوئه‌سوگی بدتر شد.
اتحاد بین خاندان تاکدا و خاندان ایماگاوا حتی پس از تغییر سرپرست خانواده از تاکدا نوبوتورا به تاکدا هارونوبو ادامه یافت.
در سال ۱۵۵۰، همسر قانونی یوشیموتو، دختر نوبوتورا، که مادر پسر بزرگ او، ایماگاوا اوجیزانه بود، بر اثر بیماری درگذشت، اما در سال ۱۵۵۰، دختر یوشیموتو با پسر بزرگ هارونوبو، تاکدا یوشینوبو ازدواج کرد.
اشاره شده است که تغییر سیاست خارجی خاندان تاکدا در دوران هارونوبو و اتحاد آن با ایماگاوا و هوجو به دلیل تهاجم گسترده ارتش تاکدا به ولایت شینانو بود. در طول تهاجم ارتش تاکدا به شینانو، درگیری با خاندان شوگو خاندان اوگاساوارا و خاندان موراکامی از استان هوکوشین شدت گرفت و در اوئه‌داهارا در سال ۱۵۴۸، ارتش تاکدا متحمل شکست سختی شد.

## ازدواج مابین سه خاندان
اتحاد بین سه ولایت که بر اساس منافع مربوط آنها توافق شد، به عنوان یک اتحاد ازدواج ایجاد شد که در آن دختران سران خاندان، تاکدا شینگن، هوجو اوجییاسو و ایماگاوا یوشیموتو با فرزندان قانونی یکدیگر ازدواج کردند.
- تنبون ۲۱ (۱۵۵۲): ریشو-این، دختر ایماگاوا یوشیموتو، همسر اصلی تاکدا یوشینوبو، پسر تاکدا شینگن شد.
- تنبون ۲۲ (۱۵۵۳): دختر تاکدا شینگن، اوبا-این، همسر اصلی هوجو اوجیماسا، پسر هوجو اوجی‌یاسو شد.
- تنبون ۲۳ (۱۵۵۴): دختر هوجو اوجی‌یاسو، هایاکاوا دونو، همسر اصلی ایماگاوا اوجیزانه،  پسر ایماگاوا یوشی‌موتو، شد.

به این ترتیب پیمان سه ملت محقق شد. حتی قبل از منعقد شدن این اتحاد، ایماگاوا و تاکدا و ایماگاوا و هوجو از طریق ازدواج با هم فامیل بودند، اما با این اتحاد، تاکدا و هوجو نیز برای اولین بار بین خود از طریق ازدواج پیوند برقرار کردند.

## حمله شینگن به سوروگا و فسخ اتحاد
ایماگاوا یوشیموتو در سال ۱۵۶۰ توسط اودا نوبوناگا در نبرد اوکه‌هازاما کشته شد. در سال ۱۵۶۸ تاکدا شینگن به ولایت سوروگا (که شامل پایتخت ایماگاوا یعنی سونپو بود) حمله کرد و این اتحاد از بین رفت و خاندان هوجو با دشمن شینگن خاندان اوئسوگی پیمان اتحاد بست.